# TRIGA

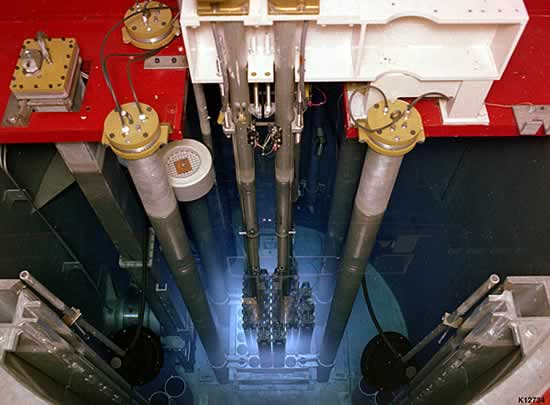
Rdzeń reaktora typu TRIGA

TRIGA (ang. Training, Research, Isotopes, General Atomics) − model badawczego reaktora jądrowego zaprojektowany przez amerykańską firmę General Atomics (z udziałem, m.in. Freemana Dysona), szeroko wykorzystywany przez instytucje naukowo-badawcze i akademickie w Stanach Zjednoczonych.

## Budowa
TRIGA jest reaktorem typu basenowego (podobnie jak polski reaktor Maria), budowanego bez osłony bezpieczeństwa (nie jest ona wymagana przy reaktorach tak małej mocy), w celach badawczych i akademickich: badań nieniszczących, produkcji izotopów, badań jądrowych.
TRIGA wykorzystuje paliwo jądrowe z mieszanki wodorku uranu i wodorku cyrkonu (UZrH), które ma duży ujemny temperaturowy współczynnik reaktywności, czyli moc cieplna generowana przez paliwo gwałtownie maleje przy wzroście temperatury rdzenia. Z uwagi na to wystąpienie w nim stopienia rdzenia jest wysoce nieprawdopodobne.
Reaktor był projektowany do użytku z paliwem wysokowzbogaconym, ale po 1978 rząd USA promował wykorzystanie w reaktorach badawczych paliwa niskowzbogaconego.

## Historia
TRIGA był opracowany z myślą o stanowieniu narzędzia badawczego dla niedoświadczonych operatorów, w tym studentów. Szef General Atomics Frederic de Hoffmann powiedział, że zaprojektowano go, aby był bezpieczny nawet w rękach młodego absolwenta. Grupie projektanckiej, pod nadzorem Edwarda Tellera, która zebrała się w 1956 w San Diego, przyświecał cel zaprojektowania reaktora niemogącego doznać stopienia rdzenia. Powstały projekt był w dużej części efektem sugestii Freemana Dysona. Prototyp reaktora TRIGA (TRIGA Mark I) został oddany do użytku 3 maja 1958 w San Diego. Pracował do 1997. Egzemplarz ten stał się pomnikiem historii nukleoniki Amerykańskiego Towarzystwa Nukleonicznego.
Konstrukcja przyjęła się i w Stanach Zjednoczonych zainstalowano 35 reaktorów typu TRIGA, w różnych wariantach. Kolejne 35 zainstalowano poza granicami USA, również dzięki inicjatywie Atom dla pokoju, podjętej przez prezydenta Dwighta Eisenhowera w 1953 roku. TRIGI trafiły, m.in. do takich krajów jak: Austria, Bangladesz, Brazylia, Filipiny, Finlandia, Indonezja, Japonia, Kongo, Kolumbia, Malezja, Meksyk, Niemcy, Rumunia, Słowenia, Turcja, Wietnam, czy Włochy.
W 1996 producent reaktorów, General Atomics, zawiązał spółkę TRIGA International, z firmą CERCA, firmą-córką francuskiej firmy Areva. Dzięki niej, w zakładach CERCA powstają zestawy paliwowe dla reaktorów TRIGA.
Nowe reaktory instalowane są w Maroku, Tajlandii, i Rumunii.